# Natura
Natura est une entreprise brésilienne de cosmétique.

## Historique
Natura a été fondée en août 1969 par Antonio Luiz Seabra après l'ouverture d'un magasin et d'une petite usine dans le quartier de Vila Mariana à São Paulo au Brésil.
En 1974, la société arrête la distribution de ses produits en magasin et se tourne vers la vente directe.
En mars 2013, Natura fait l'acquisition de 65 % du capital de la société australienne Emeis Holdings. Elle porte sa participation à 100 % en décembre 2016.
Après des discussions exclusives, Natura annonce le 27 juin 2017 l'acquisition de The Body Shop à L'Oréal pour 1 milliard d'euros.
En 2019, Natura achète Avon Products pour 2 milliards de dollars.